# ميرنا عياد
ميرنا عياد (ولدت 1977 م)، خبيرة إستراتيجيات ثقافية، ومستشارة فنون مستقلَّة لبنانية، رُشحت لأقوى 100 سيدة أعمال عربيّة في مجلة فوربس، وصُنفت ضمن أكثر 50 امرأة تأثيراً في العالم العربي في مجلة أريبيان بزنس. وهي متحدِّثة وكاتبة، ومحرِّرة فنون، وناقدة ثقافية، وصحفية فنون عملت في مجاله أكثر من 20 عامًا، برصد أخبار الفن في العالم العربي والشرق الأوسط.

## سيرتها
ولدت عياد في بيروت، وانتقلت للعيش في دبي في طفولتها في عام 1982. وحصلت على شهادة البكالوريوس في إدارة الأعمال - مساق الدعاية والتسويق - من الجامعة الأمريكية في دبي في سنة 2001. .
ركزت عياد على الفنون البصرية في العالم العربي وإيران وتركيا. كما كانت مديرة معرض "آرت دبي" من 2016 إلى 2018. وقبل ذلك، كانت محررة لمجلة "كانفاس."  

## أعمالها
أسست عياد مكتب استشارات في سنة 2018. وركز المكتب على الاستراتيجات الثقافية والفنية والنشر. وفي 2016، عُينت عياد  مديرة معرض آرت دبي، وبدأت العمل فيه منذ نسخته الحادية العشرة، حتى سنة 2018. وخلال هذه الفترة، حرصت عياد على تطوير برنامج المعرض، وتوطيد العلاقات الاستراتيجية مع جامعيّ الفنون، والمؤسسات الفنيّة، والشركاء الفنيين.
وخلال مسيرتها كمديرة آرت دبي، شهد المعرض برامج متعددة تضمنت:
- آرت دبي
- أيام التصميم دبي
- داون تاون ديزاين
- أسبوع الفن
- أسبوع دبي للتصميم

وكان المعرض فرصة لعياد للتعرف على فنّانين جدد، وصالات من مختلف العالم، كما أكدت على تواصلٍها الدائم مع معارفها. بالإضافة إلى عملها بالإدارة، عملت عياد أيضا في مجال الدبلوماسية. حتى قبل أن تصبح عياد جزء من الفريق التنظيمي لمعرض "آرت دبي،" كانت مطلعة عليه وتكتب عنه بصفتها صحفية في مجال الفنون، حيث كانت تحرص على الذهاب إلي منذ نسخته الأولى في سنة 2007  وسافرت عياد إلى أكثر من 10 دول بهدف استكشاف كل ما هو جديد في المعرض. وأضافت بأن زيارتها للمعرض كصحفية مختلف عن كونها جزء من فريقه التنظيمي وإدارته، فالكتابة عنه كانت متبوعة باستمتاعها بالعمل الفني والذي تلاشت بعدما أصبحت جزء من إدارة المعرض نظرا لضغط العمل وضيق الوقت.
قبل ذلك، كانت عياد محررة لمجلة (كانفس)، من سنة 2007 إلى 2015، والتي تعد المجلة الأولى للفنون البصريّة في منطقة الشرق الأوسط وشمال أفريقيا. وعملت في الإشراف على عمليات إنتاجِ صحفٍ شقيقة، وكاتالوجات، بالإضافةِ إلى كتبٍ متعلّقة بالفنونِ الفاخرة لعملاء مثل: (بلغاري)، فان كليف آند آربليس، وكريستيز. وحاورت وكانت مديرة عدداً من الجلسات تشملُ جلسةً من سلسلة (فن الحوار) الثقافية، حيث أشرفت عياد على إدارة جلسة المناقشة التفاعلية التي حضرها ممثلون رئيسيون من المؤسسات الفنيّة والثقافية في الإمارات ولفيفٌ من داعميّ أنشطة الفن ، بالإضافةِ إلى جلسات في وحدات مثل:
- فنون بازل (2009)
- 21،39 فنون جدَّة (2014)
- شارع سيركال (2015)
- مؤتمر الفنون وإدارة الأعمال (2017)
- منتدى الفنون العالميّ (2017)
- هيئة دبي للثقافة والفنون (2018)
- العالم العربيّ الفاخر (2019)

كما سافرت عياد بشكلٍ منتظم إلى السعودية على مدارِ أكثر من 15 سنة، حيث كانت مهتمة بالثقافات المميزة والنادرة في المملكة. وكانت هذه السفرات جزءا من عملها السّابق ككاتبة ومحررة فنون ثقافية. كما كانت أيضاً تحضرُ أغلب المعارض التي عقدتها حافة الجزيرة العربيّة، بالإضافةِ إلى معرضِ (21،39).
بين عامي 2015 و2016، كتبت عياد بكثرة لعدد من المنشورات ومن ضمنها جريدة "النيويورك تايمز" وجريدة ال "سي إن إن" الإلكترونية وجريدة "ذا ناشونال" وجريدة "ذا آرت" ومجلة "آرت فورم" وموقع "آرت نت" الإلكتروني ومجلة "وول بيبر". كما كانت تراجع أعمال الفناين ومعارضهم ومن ضمنهم منى حتوم وعبدالرحمن قطناني وإلياس زيات وغيرهم. كما قامت بتغطية ساحة الفنون المحلية مثل  معرض بينالي مراكش ومعرض "آرت دبي" ومعرض "آرت أبوظبي" ومعرض طهران للفن الحديث والذي قابلت فيه امبراطورة إيران السابقة فرح ديبا بهلوي.

## منشوراتها
كتبت وحررت عياد عدداً من الكتبِ تتعلّقُ بالثقافة والفنون في الإمارات والسعودية. في 2021، نشرت كتاباً عن الشيخ زايد بن سلطان آل نهيان، (إرثٌ أبدي)، امتناناً له وللإمارات. حيثُ كانت قد عاشت لمدةِ 40 سنة في الإمارات، وخلال مسيرتها هناك، اهتمت في البحثِ عن الشيخ زايد لتخبر قرّاء هذا الكتاب عن تأثيره، كونهُ، كما عبّرت، شخصاً وإنساناً، وليس فقط قائداً وسياسياً، وأرادت إظهار من هو، وماذا أراد، من وجهةِ نظر عائلتهِ، وشعبهِ، وحكومتهِ.
قالت عياد إنّ الكتابة استغرقت منها سنتين ونصف، ومن الصعوبات التي واجهتها أثناء الكتابة هي مقدّمة الكتاب لأنّها أرادت أن تكتب بداية قوية لكتابٍ يتحدّثُ عن شخصٍ مهم. وبعدها، فكّرت في مدى إثارة أنّ حاكماً، في إحدى المواقف، اضطر تسلّق شجرة كي يُصلح ثمراتها. وهنا قررت أنّ الموقف قويٌ يستحقُ أن يكون البداية المناسبة للكتاب.
وبعدها، قسّمت الكتاب إلى خمسةِ أجزاء، ورأت أنّه من المهم التعبير عن الإيمان القوي الذي ملكهُ هذا الحاكم، وأنّه كان أباً لأبنائهِ ولشعبه، وموحداً، ومحبّاً للطبيعةِ. وبسؤالِها عن اختيار الحجم (Ultimate) للكتابِ، قالت عياد إنّها أرادت أن يكون الكتاب فخماً ومصنوعاً باليد.
ومن كتبِ عياد الأخرى التي صُدرت في 2021 هي سلسلةٌ تسرد أحداثاً عن مغامرات السفر حول دبي، (سِحر دبي)، بالإضافةِ إلى سلسلةٍ شهرية لصحيفة ذا ناشيونال، (ذكرى الفنّان)، والتي تتحدّثُ عن رواد الحداثة من وجهة نظر عائلاتهم، وأصداقئهم، وطلّابهم، من خلال إجراء مقابلات شخصية معهم.
إلى ذلك، لديها كتابٌ عن المجموعات والحركات الفنيّة المهمة في الإمارات والسعودية ، وهي محررة كتاب (المملكة المعاصرة: المشهد الفنّي السعودي اليوم).

## مشاريعها[1]
- المملكة المعاصرة: المشهد الفنّي السعودي اليوم (2014)
- الفنّ شغفي: مجموعةٌ للشيخ محمد بن زايد آل نهيان والشيخة سلامة بنت حمدان آل نهاين (2008)
- الندوة النقاشية الفنيّة الدولية لشركة إعمار (2007)

## جوائزها[13]
- رُشحت في سنة 2017 من ضمن أقوى 100 نساء أعمال عربيات في مجلة فوربز.
- في عام 2018 ، صنفت من بين أكثر 50 سيدة تأثيرًا في العالم العربي في مجلة آربيان بزنس.